# La Masó (ort)
La Masó är en ort i Spanien.   Den ligger i provinsen Província de Tarragona och regionen Katalonien, i den östra delen av landet, 400 km öster om huvudstaden Madrid. La Masó ligger 117 meter över havet och antalet invånare är 288.
Terrängen runt La Masó är platt åt sydost, men åt nordväst är den kuperad. Runt La Masó är det mycket tätbefolkat, med 1 313 invånare per kvadratkilometer. Närmaste större samhälle är Tarragonès, 13,2 km söder om La Masó. Runt La Masó är det i huvudsak tätbebyggt.